# Helicon Records
Helicon Records (hebrejsky: הליקון) je izraelské hudební vydavatelství založené v roce 1985. Jeho zakladateli byli Icik Alšeich a Ronny Brown. Kromě zastupování bezpočtu izraelských umělců Helicon Record zastupuje i řadu zahraničních umělců v Izraeli. Patří mezi ně například Robbie Williams či britská skupina Porcupine Tree.